# Ctenopelma lapponicum
Ctenopelma lapponicum là một loài tò vò trong họ Ichneumonidae.